# Pap József (költő, 1926–2005)
Pap József (Óbecse, 1926. március 18. – Újvidék, 2005. szeptember 20.) költő, műfordító, szerkesztő, orvos.

## Életpályája
Az elemi iskolát szülővárosában, Óbecsén, a gimnáziumot Szabadkán (1947), az Orvosi Kart 1956-ban Belgrádban végezte. 1956–1985 között általános orvos, majd az újvidéki klinikán bőrgyógyász szakorvos és orvosi mikológus, egyetemi tanársegéd volt. 1985-től nyugdíjas.
Szerepel a Téglák, barázdák (1947) c. antológiában. 1963–64-ben a Híd főszerkesztője volt.

## Művei
Rés, versek. Újvidék, 1963; Rendhagyó halászás, versek., uo., 1974; Rane po krilima, versek (ford. Sava Babić), uo., 1975;  Hűség/Vernost versek (ketnyelvű, válogatta és fordította Mladen Leskovac), uo., 1976; Véraláfutás, versek, uo., 1984; Podliv/Véraláfutás, versek (ford. többen), uo.,1985; Živ predel, versek (válogatta és fordította Paszkal Gilevszki), Szkopje, 1985; Jegy, összegűjtött versek, Újvidék, 1987; Hunyócska, gyermekversek, uo., 1989; Kert(v)észének, versek, uo., 1996; Nyárutó, gyermekversek, uo. 2001; Vesződségek, versek, uo., 2003; Ráadás és maradvány, versek, uo., 2006.

## Műfordításai
Vasko Popa, Kéreg, versek (többekkel), Újvidék, 1963; Napjaink éneke. A modern jugoszláv költészet antológiája I., II. (többekkel) uo., 1965, 1967; Jovan Jovanović Zmaj, Hol megálltam…, versek (többekkel), uo., 1983; Paszkal Gilevszki, A dal élete, versek (többekkel), uo. 1985; Slavko Mihalić, Atlantisz, versek (többekkel), uo. 1987.

## Díjai
- 1963, 1974: Híd Irodalmi Díj
- 1995: Szenteleky Kornél Irodalmi Díj
- 1994: Életműdíj
- 1998: Bazsalikom Műfordító Díj